# La Géante
La Géante est un sonnet de Charles Baudelaire, dix-neuvième poème des Fleurs du mal. 

## Commentaire
Charles Baudelaire était très impressionné par les grandes choses. Dans Le salon de 1859 il dit : « Dans la nature dans l'art, je préfère, en supposant l'égalité de mérite, les grandes choses à toutes les autres, les grands animaux, les grands paysages, les grands navires, les grands hommes, les grandes femmes, les grandes églises, et, transformant comme tant d'autres, mes goûts en principes, je crois que la dimension n'est pas une considération sans importance aux yeux de la beauté. » 
Baudelaire a sans doute été influencé dans la rédaction de ce sonnet par un conte de Cazotte : Le Fou de Bagdad ou Les géants, conte antédiluvien. Dans ce récit il est question de géantes « monstrueusement belles, superbement parées. »
Ce poème peut prêter à bien des interprétations psychanalytiques. C'est une vision de la femme comme mère. Le narrateur semble vouloir revenir à la période antérieure à sa naissance. Il veut être englouti par la femme comme Jonas dans la baleine.